# 1.er Regimiento de Voluntarios de Carolina del Sur (Unión)

El 1.er Regimiento de Voluntarios de Carolina del Sur fue un regimiento de infantería con un amplio servicio en el Ejército de la Unión durante la Guerra de Secesión estadounidense. Al principio se alistaron esclavos que se habían escapado o fueron liberados de Carolina del Sur y Florida, comenzando como una compañía organizada en Hilton Head por el General del Ejército David Hunter, en mayo de 1862, siendo declarada de manera oficial el 31 de enero de 1863, fue la segunda unidad militar de la Unión formada por negros, previamente se intentaron formar unidades de negros en Nueva Orleans y Kansas pero no fueron oficialmente reconocidos. El 54.º Regimiento de Infantería de Voluntarios de Massachusetts cuyas hazañas son recordadas la película cinematográfica Tiempos de gloria también formado por negros se organizó poco después.
El oficial del Departamento del Sur, James D. Fessenden, puso máximo interés en reclutar voluntarios para este regimiento. A pesar de haber combatido en algunas batallas, el regimiento no estuvo implicado en ninguna de las principales que sucedieron durante la guerra. El primer comandante que tuvo el regimiento fue Thomas Wentworth Higginson, que -al igual que el resto de oficiales- era blanco. Una instrucción realizada por el Presidente Confederado Jefferson Davis, el 23 de diciembre de 1862, ordenaba que “cualquier esclavo negro que sea capturado armado será entregado a las autoridades de sus respectivos estados para ser vendido de acuerdo con las leyes de esos estados, mientras tanto, los oficiales blancos, serían condenados a la horca". La amenaza, al final, no se llevó del todo a cabo.
El regimiento influyó en la forma de pensar de los Estados de la Unión respecto a los esclavos fugitivos que cruzaron sus líneas. Al principio se devolvían a sus propietarios, posteriormente fueron considerados contrabandistas y utilizados como trabajadores. Al final, siempre se les permitía a los propietarios que les permitieran alistarse en el ejército, pero siempre en unidades formadas por negros y comandadas por oficiales blancos. La esclava y posteriormente huida Harriet Tubman, realizó, para este regimiento (movilizándose en general con ideas abolicionistas), labores de cocinera, enfermera, hizo de espía y exploradora. Susie King Taylor, cuyo marido y otros familiares formaron parte del regimiento, también sirvió como lavandera y enfermera desde agosto de 1862 hasta el 9 de febrero de 1866. Tras la resaca de los días "de contrabandistas", las tropas de soldados negros consiguieron obtener una paga de 10 dólares al mes, el salario estipulado para los trabajadores, en vez de los 13 dólares que obtenían las tropas de soldados blancos. Estos hombres fueron los pioneros para más de 170.000 soldados "de color" que se fueron alistando al Ejército de la Unión.
Thomas Wentworth Higginson, llegó a hasta el grado de Coronel en la guerra, también ejerció de ministro, escritor y abolicionista, recopiló bastante documentación sobre el dialecto gullah que era hablado por aquellos hombres y registró algunos de los cantos espirituales que representaban.
El regimiento, fue renombrado, el 8 de febrero de 1864 como 33.º Regimiento de Infantería de Color de los Estados Unidos.